# Кадище (Мінська область)
Кадище (біл. вёска Кадище) — село в складі Червенського району Мінської області, Білорусь. Село підпорядковане Рованичівській сільській раді, розташоване в центральній частині області.